# Manuel Uruchurtu R.
Manuel Uruchurtu R. (Hermosillo, 12 juni 1872 - Atlantische Oceaan, 15 april 1912) was een Mexicaans jurist en politicus. Uruchurtu was de enige Mexicaan aan boord van de RMS Titanic.
Uruchurt was afkomstig uit de staat Sonora. Hij studeerde rechten aan de Nationale Autonome Universiteit van Mexico (UNAM) en werd voorzitter van het hooggerechtshof van Sonora. Hij huwde Gertrudis Caraza y Landero met wie hij zeven kinderen kreeg. Uruchurtu was bevriend met vicepresident Ramón Corral en werd gekozen in de Kamer van Afgevaardigden.
Naar aanleiding van de Mexicaanse Revolutie moest Corral het land ontvluchtten. Uruchurtu zocht hem in 1912 op in Parijs. Voor de terugweg kocht hij een kaartje voor 10 april op het schip Paris van Cherbourg naar Veracruz. Guillermo Obregón, de schoonzoon van Corral, haalde hem echter over het ticket om te ruilen voor zijn ticket met de Titanic. Op 10 april stapte hij in Cherbourg aan boord van de Titanic.
Nadat het schip op een ijsberg was gelopen wist Uruchurtu dankzij zijn diplomatieke status in reddingsboot elf te komen. Een Amerikaanse dame genaamd Elizabeth Ramell Nye, die zei dat haar echtgenoot en kinderen haar in New York opwachtten, vroeg om toestemming in dezelfde boot te klimmen, wat haar geweigerd werd door de bemanning. Uruchurtu besloot zijn plaats af te staan aan Ramell, die hem beloofde zijn familie op te zullen zoeken na aankomst. Later bleek dat zij had gelogen; haar echtgenoot was een jaar eerder overleden en zij had ook geen kinderen. Wel kwam ze haar belofte na Uruchurtu's familie op te zoeken.
Uruchurtu ging met het schip ten onder. Zijn lichaam is nooit teruggevonden.